# Forcipomyia peruviana
Forcipomyia peruviana är en tvåvingeart som beskrevs av Clastrier och Wirth 1995. Forcipomyia peruviana ingår i släktet Forcipomyia och familjen svidknott.
Artens utbredningsområde är Peru. Inga underarter finns listade i Catalogue of Life.